# Waichiro Omura
Waichiro Omura (n. 1 ianuarie 1933, Shizuoka, Japonia – d. 2003) a fost un fotbalist japonez.

## Statistici
| Japonia | Japonia | Japonia |
| An      | Meciuri | Goluri  |
| ------- | ------- | ------- |
| 1956    | 3       | 0       |
| 1957    | 0       | 0       |
| 1958    | 2       | 0       |
| Total   | 5       | 0       |